# شکرآباد (مجموعه تلویزیونی)
شکرآباد نام مجموعه‌ای تلویزیونی به کارگردانی شهاب عباسی است که در سال ۱۳۹۳ از شبکه نسیم پخش شد.

## خلاصه داستان
این مجموعه به صورت اپیسودیک است. داستان‌ها و اتفاقات در سال‌های خیلی دور و در مکانی نامعلوم رخ می‌دهد، البته از نیمه‌ی راه، به این مکان "بلخ" گفته می‌شود. مردم و اهالی این مجموعه با آن که در زمان گذشته هستند هر از گاه از ابزار مدرنی مانند تلفن همراه، تلویزیون، موتورسیکلت و … استفاده می‌کنند.
راویان داستان‌ها سه گونه‌اند:
1. در قسمت‌های اول، معلمی در مکتب‌خانه به زور برای شاگردان از روی کتابی قدیمی، حکایت‌های پندآموز می‌خواند.
2. در قسمت‌های میانی پدر پیری را در بستر مرگ مشاهده می‌کنیم که برای سه فرزندش با نام‌های آلفرد، هیچکاک و تقدیم می‌کند - که کارهای اشتباه انجام می‌دهند - حکایت تعریف می‌کند تا آن‌ها پند بگیرند.
3. در قسمت‌های پایانی مردی زندانی در محبسی سنگ می‌شکند و بخاطر تنهایی نیازمند هم‌صحبت است تا برای او حکایتی بگوید و در هر قسمت، هم‌بندی جدیدی وارد زندان می‌شود، اما معمولا در پایان همان قسمت یا آزاد می‌شود یا از زندان می‌گریزد و زندانی اول، باز تنها می‌شود.

## بازیگران
- ابراهیم شفیعی (نقش‌های متعدد)
- شهاب عباسی (در نقش خودش، کارگردان)
- یزدان فتوحی (در نقش معلم مکتب‌خانه)
- آرش میراحمدی (پیر پشمک‌موی؛ پیرمرد قصه‌گو در بستر مرگ؛ فرفری)
- کوروش معصومی (نقش‌های متعدد، مانند قصاب عصبانی، کارمند ادارات مختلف و ...)
- میثم رستگاری (در نقش آهنگر و مشعشع: برادرزن مشاور)
- بهشاد مختاری (در نقش هیچکاک: پسر پیرمرد)
- مختار سائقی (در نقش زندانبان)
- افشین قدیمی (در نقش آلفرد: برادر هیچکاک و تقدیم می‌کند)
- امید بیوک زاده (در نقش تقدیم می‌کند)
- کیوان ملک مطیعی (در نقش اسخروش؛ جواد یساری)
- حمید نیک نبرد (در نقش چارزنگ بارزنگی)
- سیاوش مفیدی (در نقش خودش، دستیار کارگردان)
- ماهان عبدی (در نقش شاگرد مکتب‌خانه)
- سالار کریمخانی (در نقش مرد طلبکار)
- مرتضی رستمی (در نقش مشاور)
- مسعود دادگری (در نقش زندانبان دوم)
- فرشته ترابی (نقش‌های متعدد، مانند دختر تاجر و ...)
- فاطمه معصومی (در نقش همسر مرد دهن‌بین)
- مهیار بریمانی (نقش های متعدد)
- وحید مهین دوست (در نقش زندانی)